# كأس الجزائر 2007–08
كأس الجزائر 2007–08 هو موسم من كأس الجزائر. أشرف على تنظيمه الإتحاد الجزائري لكرة القدم، وكان عدد الأندية المشاركة فيه 64، وفاز فيه شبيبة بجاية.